# Aérodrome du Blanc
L’aérodrome du Blanc (code OACI : LFEL) est un aérodrome civil, ouvert à la circulation aérienne publique (CAP), situé à 2 km à l’est-sud-est du Blanc dans l’Indre (région Centre-Val de Loire, France).
Il est utilisé pour la pratique d’activités de loisirs et de tourisme (aviation légère, hélicoptère, parachutisme et aéromodélisme).

## Installations
L’aérodrome dispose de deux pistes orientées nord-est  sud-ouest (04/22) :
- une piste bitumée longue de 800 mètres et large de 20 ;
- une piste en herbe longue de 1 050 mètres et large de 80, accolée à la première et réservée aux planeurs et aux avions de servitude.

L’aérodrome n’est pas contrôlé. Les communications s’effectuent en auto-information sur la fréquence de 123,350 MHz.
S’y ajoutent :
- une aire de stationnement ;
- des hangars ;
- une station d’avitaillement en carburant (100LL et Jet A1)[2].

De plus, l'aérodrome dispose :
- D'un pilatus porter PC-6, utilisé pour les activités de parachutisme.
- D'un cessna 172, utilisé comme avion école.
- D'un Robin DR-400, ancien avion école, aujourd'hui utilisé pour les baptêmes de l'air et tourisme aérien.
- D'un avion remorqueur « RALLYE », appartenant à l'AVVB
- De planeurs appartenant à l'AVVB (2 centraire pégase, 1 SZD, 1 ventus, 1 duo discus, 1 TWIN ASTIR III)

## Activités
- Aéroclub du Blanc
- Association vol à voile Le Blanc
- Centre école régional de parachutisme du Centre-Ouest
- Aeromodelisme